# Trigonias
Trigonias — це вимерлий рід носорогів з пізнього еоцену (чадрону) приблизно 35 мільйонів років тому з Північної Америки. Trigonias мав довжину близько 2.1 метра і, незважаючи на відсутність рогів, був дуже схожий на сучасних носорогів. Його передні ноги мали п'ять пальців (на відміну від трьох у сучасних носорогів), п'ятий з яких був рудиментарним.
За оцінками, екземпляр T. osborni мав вагу близько 391 кілограма.